# Aljona Bondarenková
Aljona Volodymyrivna Bondarenková ukr. Альона Володимирівна Бондаренко / Al’jona Volodymyrivna Bondarenko (* 13. srpna 1984, Kryvyj Rih) je bývalá ukrajinská profesionální tenistka, vítězka grandslamové čtyřhry na Australian Open 2008.
Aljona pochází z tenisové rodiny; je prostřední ze tří sourozenců. Starší sestra se jmenuje Valeria. Ta odehrála svůj poslední turnaj v Dubaji roku 2006. S mladší Katerynou tvořila úspěšný pár ve čtyřhře.

## Kariéra

### do roku 2006
Profesionální status Aljona získala v roce 1999. Tentýž rok debutovala na juniorských turnajích na okruhu ITF. Dvakrát se jí podařilo dostat do finále čtyřhry. V roce 2002 získala svůj první juniorský titul ve dvouhře, pořád ještě na okruhu ITF. Teprve roku 2003 se probojovala do hlavní soutěže na dvou turnajích: v Pattayi a v Bogotě. V obou skončila v prvním kole.
V roce 2005 se poprvé dostala do hlavní soutěže grandslamového turnaje na Australian Open, kde prohrála hned v prvním kole se šestou nasazenou Jelenou Dementěvovou 6:3, 6:3. O dva týdny později si zahrála své první čtvrtfinále na okruhu WTA v thajském Pattaya, kde nestačila na pozdější finalistku Annu-Lenu Grönefeldovou.
Příští týden v indickém Hajdarábádu se Aljona jako devátá nasazená probojovala do finále, kde se setkala s domácí hráčkou Saniou Mirzaovou. S tou po tuhém boji prohrála 6:4, 5:7, 6:3. I přes tuto porážku se jí podařilo zabydlet se v první světové stovce žebříčku WTA. Navíc se stala vůbec první Ukrajinkou, která se dostala do finále turnaje WTA.
Největším úspěchem dosavadní kariéry Aljony Bondarenkové ve dvouhře se stal turnaj v Lucemburku 2006, kde cestou za svým prvním titulem ve dvouhře porazila postupně osmou nasazenou Mary Pierceovou, Katarinu Srebotnikovou, Nathalii Dechyovou, Květu Peschkeovou a konečně ve finále pátou nasazenou Italku Francescu Schiavoneovou. Alona tam hrála jako nenasazená.

### 2007
Rok 2007 začala turnajem v Hobartu,kde vypadla už ve druhém kole s Alicií Molikovou 6:3, 7:5. V té době byla na 32. místě žebříčku WTA. Na dalším turnaji na Australian Open 2007 si vedla o něco lépe, když postoupila do 3. kola. Vyřadila ji tam čtvrtá nasazená Belgičanka Kim Clijstersová 6:3, 6:3.
Ještě než vypadla v americkém Amelia Island s Jelenou Jankovićovou, stačila porazit jak Giselu Dulkovou, tak Jaroslavu Švedovovou. O měsíc později se ve Warszawě dostala do finále, kde podlehla světové jedničce Justine Heninové.
 Na stejném turnaji se ještě společně se svou sestrou Katerynou probojovala do semifinále. Neprošly přes druhý nasazený ruský pár Jelena Lichovcevová - Jelena Vesninová.
Tento rok si ještě zahrála ve svém domácím městě Charkově. Na turnaji okruhu ITF tam ve dvouhře zvítězila a ve čtyřhře opět se sestrou Katerynou skončila ve finále. 

Rok zakončila na 23. místě světového žebříčku WTA.

### 2008
Rok 2008 zahájila spolu s Katerynou Bondarenkovou svým dosavadním největším úspěchem kariéry, když vybojovaly grandslamový titul ve čtyřhře. Ve finále porazily bělorusko - izraelský pár Viktoria Azarenková - Šachar Pe'erová ve třech setech 2:6, 6:1, 6:4. Staly se tak teprve druhým sesterským párem, který dokázal vyhrát turnaj. Prvním byly sestry Williamsovy.
Ve dvouhře se jí celkem dařilo na březnovém turnaji v Indian Wells, kde se dostala do 4. kola. Porazila tam Cvetanu Pironkovovou 6:3, 7:6 a Amélii Mauresmovou lehce 6:1, 6:2. Konečnou se pro ni stal souboj s Marií Šarapovovou, který ve třech setech prohrála 6:2, 5:7, 6:4.
Na French Open hrála jak dvouhru, tak se svou sestrou i čtyřhru. Ve dvouhře vypadla už v 1. kole (Petra Cetkovská), zato ve čtyřhře skončily až v semifinále.

Ještě před Wimbledonem 2008 proběhly turnaje na travnatých dvorcích v Birminghamu a 's-Hertogenboschi. Na prvním z nich vypadla ve čtvrtfinále, v 's-Hertogenboschi v semifinále. Porazila tam, mezi jinými, druhou nasazenou Annu Čakvetadzeovou 6:2, 3:6, 6:2.

Na samotném Wimbledonu skončila už ve druhém kole, když zápas s Barborou Záhlavovou-Strýcovou skrečovala kvůli zranění kolena.
V srpnu proběhly Olympijské hry v Číně, kde ve dvouhře narazila už ve 2. kole na čerstvou světovou jedničku Jelenu Jankovićovou. Ta ji porazila ve dvou setech 7:5, 6:1.

Ve čtyřhře se se svou sestrou Katerynou probojovaly do semifinále, přes které je nepustily sestry Williamsovy. V boji o bronzové medaile podlehly čínskému páru Jen C’ - Čeng Ťie 6:2, 6:2.

## Finále na turnajích Grand Slamu

### Ženská čtyřhra: 1 (1–0)
| Stav    | rok  | turnaj          | povrch | spoluhráčka           | soupeřky ve finále                  | výsledek      |
| ------- | ---- | --------------- | ------ | --------------------- | ----------------------------------- | ------------- |
| Vítězka | 2008 | Australian Open | tvrdý  | Kateryna Bondarenková | Viktoria Azarenková Šachar Pe'erová | 2–6, 6–1, 6–4 |

## Zápasy o olympijské medaile

### Ženská čtyřhra: 1 (0–1)
| Stav     | Turnaj       | Spoluhráčka           | Soupeřky        | Výsledek |
| 4. místo | Peking, Čína | Kateryna Bondarenková | Jen C’ Čeng Ťie | 2–6, 2–6 |

## Finále na okruhu WTA
| Legenda: před 2009/ po 2009                     |
| ----------------------------------------------- |
| Grand Slam (0 D; 1–0 Č)                         |
| Turnaj mistryň (0)                              |
| Tier I/ Premier Mandatory & Premier 5 (0)       |
| Tier II / Premier (1–2 D; 1–0 Č)                |
| Tier III, IV & V / International (1–1 D; 2–2 Č) |

### Dvouhra: 5 (2–3)
| Stav       | Č. | Datum           | Turnaj                 | Povrch | Soupeřka ve finále     | Výsledek           |
| ---------- | -- | --------------- | ---------------------- | ------ | ---------------------- | ------------------ |
| Finalistka | 1. | 12. února 2005  | Hajdarábád, Indie      | tvrdý  | Sania Mirzaová         | 4–6, 7–5, 3–6      |
| Vítězka    | 1. | 25. září 2006   | Lucemburk, Lucembursko | tvrdý  | Francesca Schiavoneová | 6–3, 6–2           |
| Vítězka    | 2. | 16. ledna 2010  | Hobart, Austrálie      | tvrdý  | Šachar Pe'erová        | 6–2, 6–4           |
| Finalistka | 2. | 6. května 2007  | Varšava, Polsko        | antuka | Justine Heninová       | 1–6, 3–6           |
| Finalistka | 3. | 23. května 2009 | Varšava, Polsko        | antuka | Alexandra Dulgheruová  | 6–7(3–7), 6–3, 0–6 |

### Dvouhra: 6 (4–2)
| Stav       | Č. | Datum             | Turnaj                                | Povrch    | Spoluhráčka           | Soupeřky ve finále                        | Výsledek      |
| ---------- | -- | ----------------- | ------------------------------------- | --------- | --------------------- | ----------------------------------------- | ------------- |
| Vítězka    | 1. | 27. května 2006   | Istanbul, Turecko                     | antuka    | Anastasia Jakimovová  | Sania Mirzaová Alicia Moliková            | 6–2, 6–4      |
| Vítězka    | 2. | 26. ledna 2008    | Australian Open, Melbourne, Austrálie | tvrdý     | Kateryna Bondarenková | Viktoria Azarenková Šachar Pe'erová       | 2–6, 6–1, 6–4 |
| Vítězka    | 3. | 10. února 2008    | Paříž, Francie                        | tvrdý (h) | Kateryna Bondarenková | Vladimíra Uhlířová Eva Hrdinová           | 6–1, 6–4      |
| Finalistka | 1. | 16. ledna 2009    | Hobart, Austrálie                     | tvrdý     | Kateryna Bondarenková | Gisela Dulková Flavia Pennettaová         | 2–6, 6–7(4–7) |
| Finalistka | 2. | 12. července 2009 | Budapešť, Maďarsko                    | antuka    | Kateryna Bondarenková | Alisa Klejbanovová Monica Niculescuová    | 4–6, 6–7(5–7) |
| Vítězka    | 4. | 19. července 2009 | Praha, Česko                          | antuka    | Kateryna Bondarenková | Iveta Benešová Barbora Záhlavová-Strýcová | 6–1, 6–2      |

## Fed Cup
Alona Bondarenková se zúčastnila 17 zápasů ve Fed Cupu za tým Ukrajiny s bilancí 14-7 ve dvouhře a 7-3 ve čtyřhře.

## Postavení na žebříčku WTA na konci sezóny

### Dvouhra
| Rok    | 1999 | 2000   | 2001   | 2002   | 2003   | 2004   | 2005  | 2006  | 2007  | 2008  | 2009  |
| Pořadí | 652. | ▲ 493. | ▲ 378. | ▲ 191. | ▲ 190. | ▲ 126. | ▲ 73. | ▲ 32. | ▲ 22. | ▼ 32. | ▼ 33. |

### Čtyřhra
| Rok    | 2001 | 2002   | 2003   | 2004   | 2005   | 2006  | 2007  | 2008  | 2009  |
| Pořadí | 348. | ▲ 283. | ▲ 235. | ▲ 137. | ▼ 147. | ▲ 51. | ▼ 53. | ▲ 11. | ▼ 39. |